# Santiago de Surco (distrito)

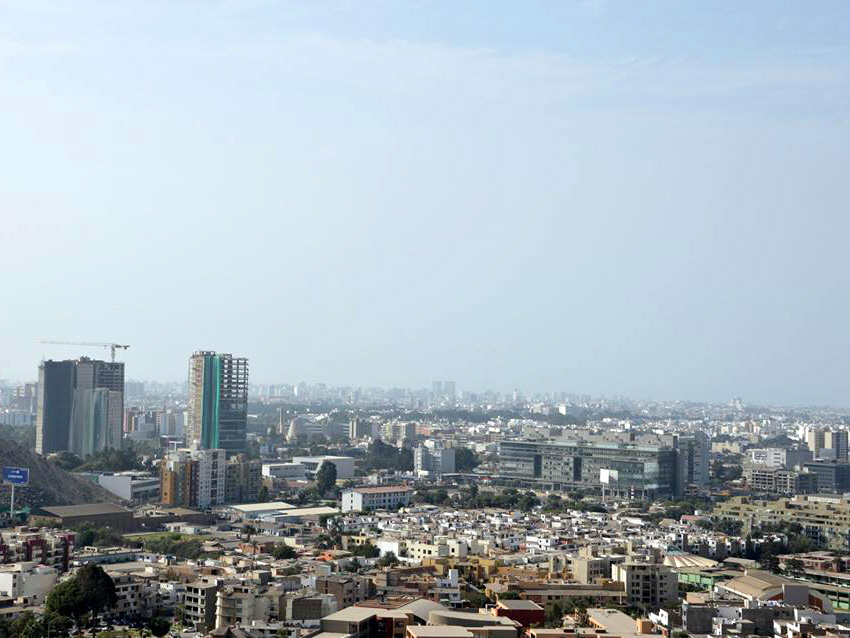
Este é um panorama urbano do distrito de Santiago de Surco

O distrito de Santiago de Surco é um dos quarenta e três distritos que formam a Província de Lima, pertencente a Região Lima, na zona central do Peru.

## Transporte
O distrito de Santiago de Surco é servido pela seguinte rodovia:
- PE-1S, que liga o distrito de Lima (Província de Lima à cidade de Tacna (Região de Tacna - Posto La Concordia (Fronteira Chile-Peru) - e a rodovia chilena Ruta CH-5 (Rodovia Pan-Americana)[1][2]

Também é servido pelo Metrô de Lima (estações Jorge Chávez, Ayacucho, Cabitos)